# Anne van Olst
Anne van Olst z domu Jensen (ur. 25 marca 1962 w Aalborgu) – duńska jeźdźczyni sportowa, brązowa medalistka olimpijska.
Startuje w ujeżdżeniu. Pięciokrotna uczestniczka igrzysk olimpijskich (1988, 1992, 2000, 2008, 2012), zdobywczyni brązowego medalu drużynowo w 2008 roku w Pekinie.